# SV Speicher
Die SV Speicher ist ein Fußballverein aus der Stadt Speicher.

## Geschichte
Der Verein wurde 1913 gegründet. Nach dem Zweiten Weltkrieg erfolgte die Wiedergründung zunächst unter dem Namen FC Speicher. In der Saison 1950/51 gewann man die Bezirksklassenmeisterschaft und konnte den Aufstieg in die Landesliga, die damals höchste Amateurklasse, feiern. Nach zwei weniger erfolgreichen Jahrzehnten brachte das Spieljahr 1972/73 erneut die Meisterschaft der Bezirksklasse in zwei Entscheidungsspielen gegen den punktgleichen Konkurrenten VfL Trier. Im Stadion von Bitburg trennte man sich vor 4000 Zuschauern in zwei Spielen jeweils 1:1, das Elfmeterschießen gewann der SV Speicher und stieg somit erstmals in die Amateurliga Rheinland auf.
Größter sportlicher Erfolg war 1978 die Qualifikation für die neu gegründete Oberliga Südwest. Dort konnte die Mannschaft mit dem sportlichen Niveau von Konkurrenten wie SV Röchling Völklingen, FK Pirmasens und FSV Mainz 05 nicht mithalten und stieg nach einer Saison wieder ab. In der Saison 1979/80 nahm der Verein an der 1. Hauptrunde um den DFB-Pokal teil und unterlag dem Nordrhein-Oberligisten 1. FC Bocholt vor 2000 Zuschauern mit 0:8.